# Robert Gates
Robert Michael (Bob) Gates (Wichita (Kansas), 25 september 1943) is een Amerikaans oud-politicus.
Gates was een onafhankelijk politicus en diende de democratische president Obama na voorheen voornamelijk presidenten van de Republikeinse Partij te hebben gediend. Daarnaast is hij de eerste minister van Defensie die door een nieuwe president gevraagd is zijn functie te blijven vervullen. Op 30 juni 2011 is hem op zijn laatste dag door president Obama de Presidential Medal of Freedom, de hoogste onderscheiding voor burgers in de Verenigde Staten, uitgereikt.

## Jeugd en studie
Gates komt uit een familie waarvan de vader republikeins was en de moeder democratisch, waardoor hij naar eigen zeggen op jonge leeftijd de waarde van het werken met twee partijen heeft geleerd. Gates en zijn broer waren de eersten uit de familie die naar de universiteit gingen. Hij haalde zijn bachelorgraad aan het College of Wiliam & Mary (waarvan hij sinds 2012 de voorzitter is), waar hij onder andere politiek actief was voor de Young Republicans. Zijn mastergraad in geschiedenis haalde hij aan de Universiteit van Indiana, en zijn doctoraat in Russische- en Sovjetgeschiedenis aan de Universiteit van Georgetown in 1974. Zijn doctoraalscriptie ging over de mate waarin Sovjet-sinologen tussen 1958 en 1973 invloed hebben gehad op de visies en percepties van de Sovjet-Unie vis-à-vis China.

## Carrière

### Central Intelligence Agency
Gates begon zijn carrière in 1966 bij de Central Intelligence Agency als analist. In 1967 vervulde hij zijn dienstplicht als tweede luitenant in de U.S. Air Force, waar hij voornamelijk werkte als inlichtingenanalist, onder andere bij het de LGM-30 Minuteman-systeem in Whiteman Airforce Base in Missouri. Hij ontwikkelde zich tot een uitstekende analist en groeide snel omhoog, waarbij hij onder andere functies op het Witte Huis vervulde en zich intern veel bezig hield met de verhouding tussen het inlichtingenproces en de politiek. Hoewel hij van de analisten eiste dat ze objectief en professioneel te werk zouden gaan, wilde hij ook dat ze zich bewust waren van de politieke bruikbaarheid van inlichtingen. Dit heeft hem de kritiek opgeleverd dat hij de analisten te veel dwong de inlichtingen aan te passen op de wensen van het Witte Huis, waarbij de dreiging van de Sovjet-Unie werd overdreven. In zijn functie als onderdirecteur van de CIA probeerde hij na het aftreden van CIA directeur William Casey in 1987 diens functie over te nemen. Dat lukte niet: vanwege zijn betrokkenheid bij de Iran-Contra-affaire dwong de Senaat hem af te zien van zijn verkiezing.
Toch werden de capaciteiten van Gates erkend, en dan met name zijn kennis van de werking van het Witte Huis en zijn hervormende kwaliteiten. President George H.W. Bush dacht dat zijn afwijzing in 1987 nu niet meer als een nadeel zou werken en droeg hem voor. Inderdaad niet de Iran-Contra-affaire maar klachten uit de CIA over de politisering van inlichtingen onder zijn bewind bleken de grootste uitdaging bij zijn verkiezing. Tussen 6 november 1991 en 20 januari 1993 was Gates dan eindelijk directeur van de Central Intelligence Agency, waarmee hij de eerste directeur werd die zich had opgewerkt vanaf een analistenfunctie. Zijn focus werd het hervormen van de inlichtingengemeenschap, waar tot het oprichten van de Director of National Intelligence in 2005 de directeur van de CIA nog de de facto leiding over had. In tegenstelling tot voorgangers zocht hij geen integratie door het op te leggen, maar door consensus te zoeken tussen de inlichtingendiensten. Vanwege zijn vorige functies gerelateerd aan het Witte Huis had hij daar veel bondgenoten en dus genoeg politiek kapitaal om deze veranderingen door te voeren. Net als in zijn tijd als ondervoorzitter probeerde hij bij zijn hervormingen niet te richten op de missie van de inlichtingengemeenschap, maar de gebruiken en de werkcultuur. Op deze manier wist hij met succes de inlichtingengemeenschap te verbeteren en zich aan te laten passen aan de nieuwe uitdagingen na het uiteenvallen van de Sovjet-Unie. Met de verkiezingsnederlaag van president H.W. Bush besloot ook Gates zijn functie neer te leggen.
In 2002 werd hij voorzitter van de Texas A&M Universiteit. Op 18 december 2006 werd hij beëdigd tot opvolger van Donald Rumsfeld als minister van Defensie. Deze was afgetreden na het verlies van de Republikeinse Partij bij de Amerikaanse parlementsverkiezingen 2006. Na het aantreden van Barack Obama als president in 2009 bleef Gates de bewindsman op defensie.

## Publicaties
- Gates, Robert M. (2016) A Passion for Leadership. New York: Vintage Books.
- Gates, Robert M. (2014) Duty. London: WH Allen.
- Gates, Robert M. (1996) From the Shadows. New York: Simon & Schuster.

- Bibsys: 90940618
- Bibliothèque nationale de France: cb15985912r (data)
- CiNii: DA07251654
- Gemeinsame Normdatei: 136320015
- International Standard Name Identifier: 0000 0000 8195 9264
- Library of Congress Control Number: n86130550
- National Archives and Records Administration: 10571684
- Bibliotheek van het Japanse parlement: 001221339
- Nationale Bibliotheek van Tsjechië: js20061117023
- Nationale bibliotheek van Australië: 52551807
- Nationale Bibliotheek van Israël: 987007457969505171
- Nationale Bibliotheek van Polen: a0000002847893
- Nederlandse Thesaurus van Auteursnamen: 152360859
- Réseau des bibliothèques de Suisse occidentale: 02-A003282410
- LIBRIS: 370673
- SNAC: w6xn4h82
- Système universitaire de documentation: 072318147
- Trove: 1818243
- Virtual International Authority File: 8873151
- WorldCat: E39PBJvtd6dq4mXMWfXWTjTj4q